# Kajabazi
Kajabazi är ett periodiskt vattendrag i Burundi.   Det ligger i provinsen Muyinga, i den nordöstra delen av landet, 150 kilometer nordost om huvudstaden Bujumbura.
I omgivningarna runt Kajabazi växer huvudsakligen savannskog. Runt Kajabazi är det ganska tätbefolkat, med 93 invånare per kvadratkilometer.